# Château d'Elvaston
Le château d'Elvaston est une demeure seigneuriale située à Elvaston, dans le Derbyshire, en Angleterre. Le château néo-gothique et le parc environnant sont gérés et détenus par le Derbyshire County Council connus sous le nom de Elvaston Castle Country Park.
La pièce maîtresse du domaine est le château d'Elvaston classé Grade II *. Le château a été négligé et a besoin de restauration. En raison de son état, le bâtiment n'est pas ouvert au public et, depuis 2008, il est inscrit au registre des bâtiments à risque ,. Le conseil du comté de Derbyshire estime que le château et le domaine nécessitent des investissements importants à la fois pour la restauration et pour soutenir son entretien à plus long terme. En 2017, The Elvaston Castle and Gardens Trust est créé pour gérer le domaine une fois ces travaux, déjà en cours, terminés.

## Histoire
Jusqu'au XVIe siècle, le domaine appartient au Prieuré de Shelford. Après la dissolution des monastères, la Couronne vend le prieuré et ses domaines en 1538 à Sir Michael Stanhope de Rampton, Nottinghamshire. Sir John Stanhope (mort en 1611) accorde le domaine à son deuxième fils, également Sir John Stanhope (décédé en 1638), haut shérif du Derbyshire, en 1629.
Le manoir est construit pour ce dernier Sir John en 1633. Cette maison de style élisabéthain est repensée et agrandie dans un grand style néo-gothique par James Wyatt au début du XIXe siècle pour Charles Stanhope (3e comte de Harrington) . Wyatt construit une nouvelle aile, une nouvelle grande salle et la plupart des intérieurs du château, mais est décédé avant la fin des travaux . Ses plans sont réalisés par Robert Walker entre 1815 et 1829 .
D'autres modifications sont apportées en 1836 par l'architecte Lewis Nockalls Cottingham (en) ; ce travail porte sur la façade sud de style élisabéthain qui est remodelée pour correspondre au reste du château maintenant de style gothique .
Pendant la Seconde Guerre mondiale, la maison est transformée en école de formation des enseignants après l'évacuation du collège d'origine de Derby . Le collège quitte la maison en 1947, après quoi elle reste pratiquement vide pendant les deux décennies suivantes jusqu'à sa vente, amorçant un déclin constant qui se poursuit à ce jour .

## Les jardins

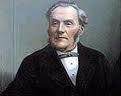
Détail de la peinture de William Barron au Derby Museum

Le 3e comte approche Capability Brown pour remodeler les terrains du château. Il refuse la proposition en raison de la planéité du domaine, qu'il décrit comme n'ayant «aucune capacité» . En 1830, Charles Stanhope (4e comte de Harrington) charge le paysagiste William Barron de redessiner les jardins . Le quatrième comte fait scandale en épousant une actrice 17 ans sa cadette : Maria Foote . Maria et Charles sont décrits comme "inséparables et amoureux"; le comte voulait que les jardins soient une "oasis privée et isolée d'une grande beauté" pour lui-même et l'amour de sa vie . Barron passe les 20 années suivantes à travailler sur les jardins ; il apporte des arbres adultes à l'aide d'une machine de plantation d'arbres qu'il a conçue (dont un exemple est exposé aux Jardins botaniques royaux de Kew) pour essayer de donner une gratification instantanée au comte .
Le quatrième comte et sa comtesse apprécient leur jardin pour l'isolement romantique qu'il leur offre, mais après la mort de leur fils unique âgé de 4 ans, le couple s'isole au château, ne partant jamais et interdisant à quiconque d'entrer dans le parc. (Certaines sources affirment que c'est le comte qui a provoqué l'isolement et interdit à sa femme de partir) . Après la mort du quatrième comte en 1851, son frère, Leicester Stanhope (5e comte de Harrington), ouvre les jardins au public. Ils sont renommés comme "un paradis gothique" et sont classés Grade II .
Le domaine contient plus de 50 structures, dont des écuries, des chenils, un jardin clos, une ferme familiale, plusieurs chalets, des guérites, une glacière et un hangar à bateaux . Les jardins sont classés Grade II * sur le registre des parcs et jardins historiques.

## Parc
À la suite du Countryside Act de 1968, le domaine est vendu en 1969 par William Stanhope (11e comte de Harrington) au Derbyshire County Council . Le conseil ouvre le domaine au public en 1970 et l'exploite depuis lors, sous le nom d'Elvaston Castle Country Park . En 1969, Elvaston est également utilisé comme lieu de tournage pour l'adaptation cinématographique de Ken Russell du roman de DH Lawrence Women in Love .

## Aujourd'hui

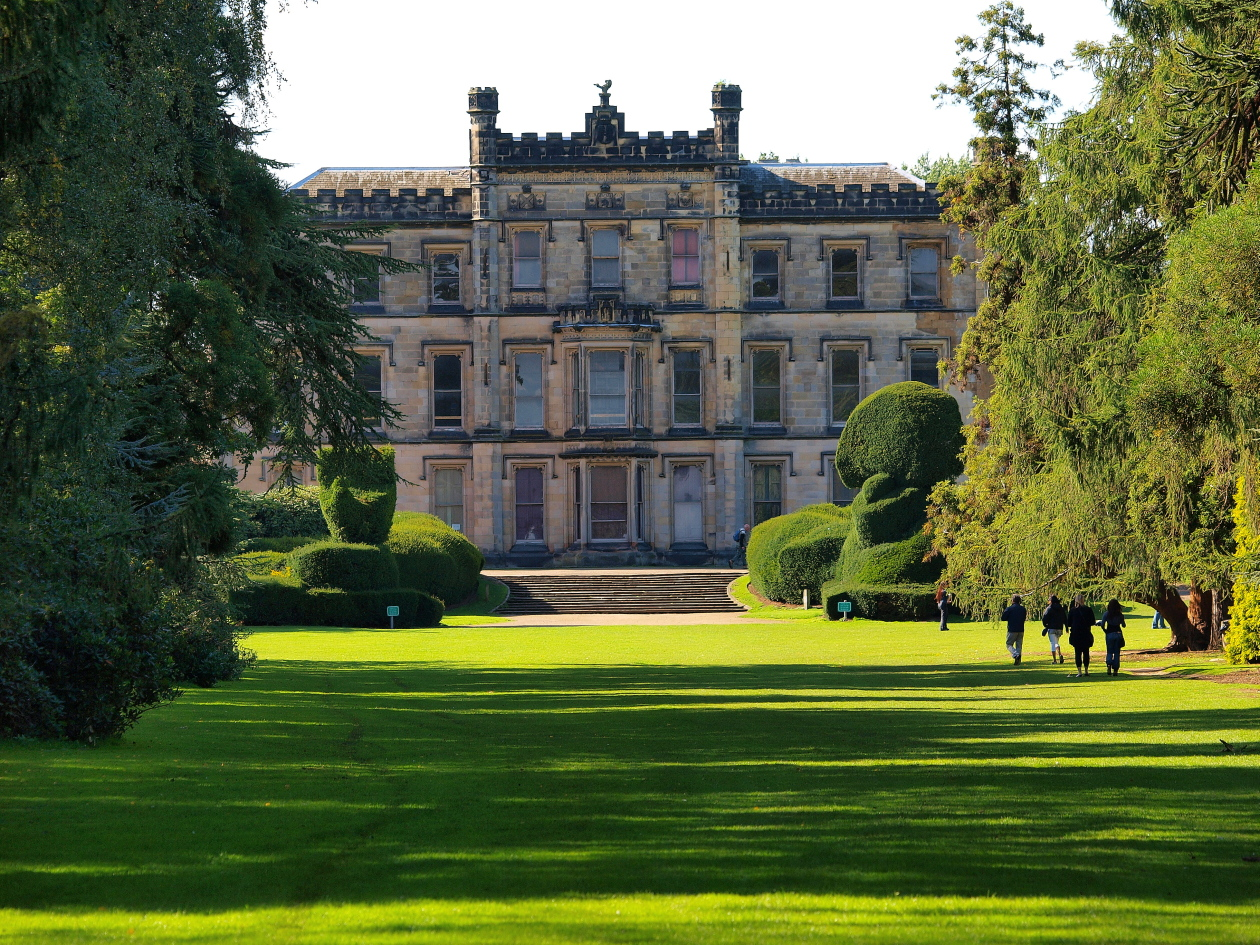
Château d'Elvaston, 2010

La détérioration du château et du domaine qui commence après la Seconde Guerre mondiale se poursuit jusque dans les années 1970. Bien que des travaux de restauration aient été effectués et que les jardins et le parc aient été remis en bon état, les frais de fonctionnement sont importants. Avec la diminution des fonds publics disponibles et des priorités ailleurs en 1990, le château est considéré comme dangereux et fermé aux visiteurs. En 2000, le conseil estime que les coûts de fonctionnement du parc national sont de 500 000 £ par an et qu'ils font face à un arriéré de travaux de restauration qui coûterait 3 000 000 £.
En 2006, le Derbyshire County Council commande un rapport, qui estime que le château et le domaine nécessitent au moins 6,1 millions de livres sterling de travaux et de matériaux pour les réparations essentielles. Alors que les partenaires de développement sont intéressés par le château, une combinaison d'opposition publique et de difficulté à créer un plan qui permettrait d'atteindre un équilibre approprié de développement et d'accès fait échouer ces plans.
En 2013, le conseil du comté demande l'aide du National Trust pour créer une vision future du domaine. Cela conduit, en 2015, le conseil de comté à recruter un comité de développement de projets pour l'aider à façonner l'avenir du domaine en tant qu'entreprise caritative, à développer davantage le plan directeur et à explorer les options pour un avenir durable. Cela conduit à la formation d'un conseil d'administration totalement indépendant en 2017 - The Elvaston Castle and Gardens Trust - et au début d'une nouvelle ère pour le domaine.